# Masao Ōba
Masao Ōba (大場 政夫, Ōba Masao) est un boxeur japonais né le 21 octobre 1949 à Tokyo, mort le 25 janvier 1973 dans la même ville.

## Carrière
Passé professionnel en 1970, il devient champion du monde des poids mouches WBA en battant par KO au 13e round Berkrerk Chartvanchai. Oba conserve sa ceinture à cinq reprises puis met un terme à sa carrière en 1973 sur un bilan de 35 victoires, 2 défaites et 1 match nul.

## Distinction
- Masao Oba est membre de l'International Boxing Hall of Fame depuis 2015[1].

## Référence
1. ↑  (en) Présentation de Masao Oba sur le site de l'International Boxing Hall of Fame